# Georges Saint-Clair
Georges Saint-Clair, de son vrai nom Jean Bégarie, est un prêtre, poète et littérateur français de souche béarnaise, né à Pontacq (Basses-Pyrénées) le 30 septembre 1921 et mort à Pau le 20 mai 2016.

## Biographie
Neveu du poète béarnais Jean Baptiste Bégarie, tué pendant la Grande Guerre. Il fut ordonné prêtre en 1949 à Bayonne. Bon joueur de rugby, il dut abandonner la pratique de ce sport parce que l'évêché la considérait incompatible avec le sacerdoce, de même qu'il dut abandonner un poste de professeur de lettres pour devenir surveillant d’étude au collège Saint Joseph de Nay de 1948 à 1986,.

## Publications

### Ouvrages
- L'Absence et les miroirs, 1957
- L'Automne et les courlis, 1959
- Unité secrète, 1968
- Pupitre, 1987
- L'Arche d'octobre, 1984
- Côté ouvert, 1990
- Poésies complètes.1953-1992, éditions Covedi, 1993
- Aux confins de la rumeur, 1995-1997 (1998)
- Les Roses de la Brenta, 2005

## Distinctions
L’Académie française lui décerne le prix Sivet en 1983 pour Obole à mes amis passeurs, le prix Broquette-Gonin (littérature) en 1985 pour L’arche d’octobre, le prix Pierre-de-Régnier en 1989 pour l'ensemble de son œuvre et le grand prix de poésie en 1993 pour l'ensemble de son œuvre poétique.